# 사쿠마 유이
사쿠마 유이(일본어: 佐久間 由衣, 1995년 3월 10일 ~ )는 일본의 배우, 모델이다.

## 출연 작품
- 빛의 아버지: 파이널 판타지 XIV (2019년) - 이데 사토미 역
- 이터널리 영거 댄 도즈 이디엇 (2020년)
- 치히로 상 (2023년) - 히토미 역